# Wedelia
Wedelia é um género botânico pertencente à família Asteraceae.